# Konstantyna Malytska
Konstantyna Malytska, también conocida como Vira Lebedova o Chaika Dnistrova (30 de mayo de 1872-17 de marzo de 1947) fue una educadora, escritora y activista ucraniana.

## Biografía
Malytska nació en Kropyvnyk en el raión de Kalush en 1872. Estudió para ser maestra y se graduó en 1892. Enseñó educación primaria en Halych y Luzhany y también en Lviv en la Escuela de Niñas Shevchenko.
En 1912 organizó una reunión del «Comité de Mujeres» en Lviv para prepararse para la guerra que consideraba inevitable. Otros en la reunión fueron Olena Stepaniv, María Biletska y Olha Basarab. El dinero recaudado del «Fondo Nacional de Combate», que crearon, se utilizó para financiar a los fusileros ucranianos de Sich, y Stepaniv sería su primera mujer oficial.
En 1938, los gobernantes polacos en Ucrania declararon ilegal la Unión de Mujeres Ucranianas. Como resultado, se formó otra organización de mujeres, Druzhyna Kniahyni Olhy (Compañía de la Princesa Olha), y Marytska se convirtió en una de sus líderes. La existencia de la nueva organización fue breve, ya que desapareció cuando los soviéticos ocuparon Galitzia en 1939.

## Obra
Malytska escribió obras de teatro para niños, canciones y contribuciones a revistas. En 1899 publicó cuentos infantiles en Mali druzi («Amiguitos», 1899, 1906) y sus artículos sobre educación en Maty («Madre», 1902) y Z trahedii dytiachykh dush («De las tragedias de las almas de los niños», 1907).

## Muerte
Malytska murió en Lviv en 1947.